# Tu BiShvat
Tu BiShvat (ט״ו־בִּשְׁבָט ṭū bišḇāṭ) è una festività ebraica anche chiamata Capodanno degli alberi. Il nome della festività significa 15 del mese di Shevat, ovvero il giorno centrale del mese ebraico di Shevat.

## Origine biblica
La Torah racconta di come venne distribuita la terra di Israele alle dodici tribù di Israele. In particolare alla tribù dei Leviti e dei Cohanìm (pl. di Cohen) non venne assegnato alcun territorio dal quale ricavare sostentamento, ma vennero istituite le decime con le quali le altre tribù dovevano concorrere al sostentamento dei Leviti e dei Cohanìm.
In particolare, come sorta di tassa sul prodotto doveva essere versata la decima. La destinazione delle decime veniva decisa secondo il ciclo dei sette anni del calendario ebraico. Ogni anno una prima decima andava interamente alla tribù dei Leviti, e sulla parte rimanente di prodotto veniva applicata un'ulteriore decima che veniva differenziata a seconda dell'anno: nel terzo e sesto anno del ciclo essa veniva donata ai poveri; nel primo, secondo, quarto e quinto invece restava al produttore che, però, la doveva consumare personalmente a Gerusalemme. Il settimo anno, in quanto anno sabbatico, i prodotti della terra non vengono raccolti (eccetto quelli delle piante spontanee, non coltivate): la terra viene fatta riposare..
L'osservanza di questa regola prevede, però, la definizione di una sorta di inizio d'anno fiscale per calcolare a quale anno siano da riferire i prodotti della terra. A questo scopo si può identificare come inizio di anno il momento in cui le precipitazioni terminano, generalmente cominciano ad apparire i primi frutti degli alberi grazie alle piogge dell'anno precedente, la linfa formata sale dal tronco e le piante da frutta fanno sbocciare i primi fiori. In terra d'Israele questi eventi cadevano grossomodo durante la prima quindicina del mese di Shevat (con l'ennesima diatriba tra Hillel e Shammai) e venne fissata al 15º giorno del mese di Shevat.

## Il perché della festa
Considerando che le tasse sul prodotto venivano versate a raccolto avvenuto e non a Tu BiShvat, il festeggiamento rappresentava una sorta di ringraziamento per la fecondità della terra dell'anno e un'occasione di augurarsi un raccolto migliore per l'anno successivo.

## Il festeggiamento
Tu BiShvat è una festività minore durante la quale non è proibito lavorare, sebbene permangano alcuni divieti riguardo alla manifestazione di tristezza (durante questa ricorrenza sono ad esempio vietate le orazioni funebri e non si fa Teshuvah).
La forma delle celebrazioni è diventata abbastanza definita solo in epoca moderna grazie al lavoro di Rabbi Yitzchak Luria della città di Safad e dei suoi discepoli che nel 1600 elaborarono un seder simile al seder di pesach. In particolare si usano mangiare i frutti che nella Torah vengono associati alla terra di Israele: frumento o cereali, orzo, uva, fichi, melograni, olive, datteri ed anche probabilmente albicocche, mandorle, pistacchi, noci, agrumi, ecc. Viene consigliato il consumo o l'assaggio, quando possibile,  di almeno 26 frutti, numero correlato al Tetragramma biblico: possono essere utilizzati quindi molti frutti. Il consumo dei frutti viene intercalato dalla lettura di brani della Torah e di commenti rabbinici. Si beve, inoltre, vino rosso e bianco.

### Tikkun di Tu-BiShvat
Il Tikkun (o Seder) di Tu-BiShvat è uno degli usi divulgati dai cabbalisti di Safad dal XVI secolo, sicuramente collegato alla tradizione di mangiare frutta in occasione dell'inizio dell'anno agricolo.
Il primo testo che ne riporta i dettagli è il "Chemdat haYamim" (lett. L'ornamento dei giorni), scritto a Gerusalemme nel XVIII secolo, da cui è stato estratto, nel 1823 a Livorno, un volume dal titolo "Peri Etz Hadar" (lett. Frutto di un albero di bell'aspetto).
Poiché Tu-BiShvat rappresenta una data importante per i precetti riguardanti la Terra di Israele, c'è l'abitudine di mangiare tutte le sette specie di frutti della terra per le quali viene lodata la Terra d'Israele nella Torah: grano, orzo (frumento o cereali in genere), uva, fico, melograno, ulivo, dattero.

#### Tu-BiShvat e Shabbath
Può capitare che il giorno di Tu-BiShvat sia anche Shabbath, cioè cada di Sabato; in questo caso, per svolgere il Seder senza che venga meno il "rispetto facoltativo" di mangiare pane per il Qiddush dello Shabbath, si preferisce consumare il pasto del Venerdì evitando di mangiare frutta e poi, dopo la benedizione del pasto, si fa il Seder.

### In Israele
Forse come imitazione della festa americana dell'Arbor Day, già da inizio Novecento, in Israele, durante la festa di Tu BiShvat si usa piantare una gran quantità di alberi. Questo gesto simbolico viene associato al desiderio del popolo di Israele di rendere nuovamente verde un paese che, in epoca biblica, era descritto come stillante latte e miele, metafora per indicare un terreno rigoglioso dove l'agricoltura poteva fiorire facilmente.

## I significati simbolici
Alla festività di Tu BiShvat possono essere associati alcuni significati simbolici particolarmente importanti per il popolo ebraico.
Innanzitutto l'attaccamento per la propria terra e la gioia nel poter godere dei frutti che, grazie al volere di Dio, ne sbocciano. L'attaccamento alla terra d'Israele è un tema centrale nell'ebraismo. Il riconoscimento che i frutti della terra siano i frutti dell'opera di creazione di Dio ce li rende ancora più cari.
Un altro significato è quello della Tzedakà  (Giustizia, letteralmente, parola con la quale nell'ebraismo si intende ciò che altrove viene chiamato "beneficenza" o "carità". Il fatto che il termine sia "Giustizia" sottintende che si tratta di un dovere a quale ogni uomo non si può sottrarre. Questo concetto è molto diverso dalla semplice facoltativa "carità" o "beneficenza") .Ovvero: Quello che potrebbe apparire semplicemente come un sistema fiscale è in realtà un modo per redistribuire anche fra i più poveri i frutti di quella terra che D. ha assegnato all'intero popolo di israele e che all'intero popolo di Israele deve dar da vivere e non solo ai più abbienti. La decima dovuta ai più poveri è insomma una tassazione obbligatoria tanto quanto le altre.
Esiste un richiamo tra la tradizione di cibarsi dei frutti della terra, ed in particolare dei frutti degli alberi, ed il ricordo del peccato originale di Adam ed Hava. Così come loro peccarono mangiando il frutto dell'albero della conoscenza del bene e del male, frutto di un albero, gli ebrei si cibano di frutta degli alberi "opponendo" un evento gioioso e di Mitzvah a quello del peccato cui si deve porre rimedio.